# Fargesia tenuilignea
Fargesia tenuilignea är en gräsart som beskrevs av Tong Pei Yi. Fargesia tenuilignea ingår i släktet bergbambusläktet, och familjen gräs. Inga underarter finns listade i Catalogue of Life.